# Alto Tormes
El Alto Tormes es una comarca natural española perteneciente a las provincias de Ávila y Salamanca, en la comunidad autónoma de Castilla y León.

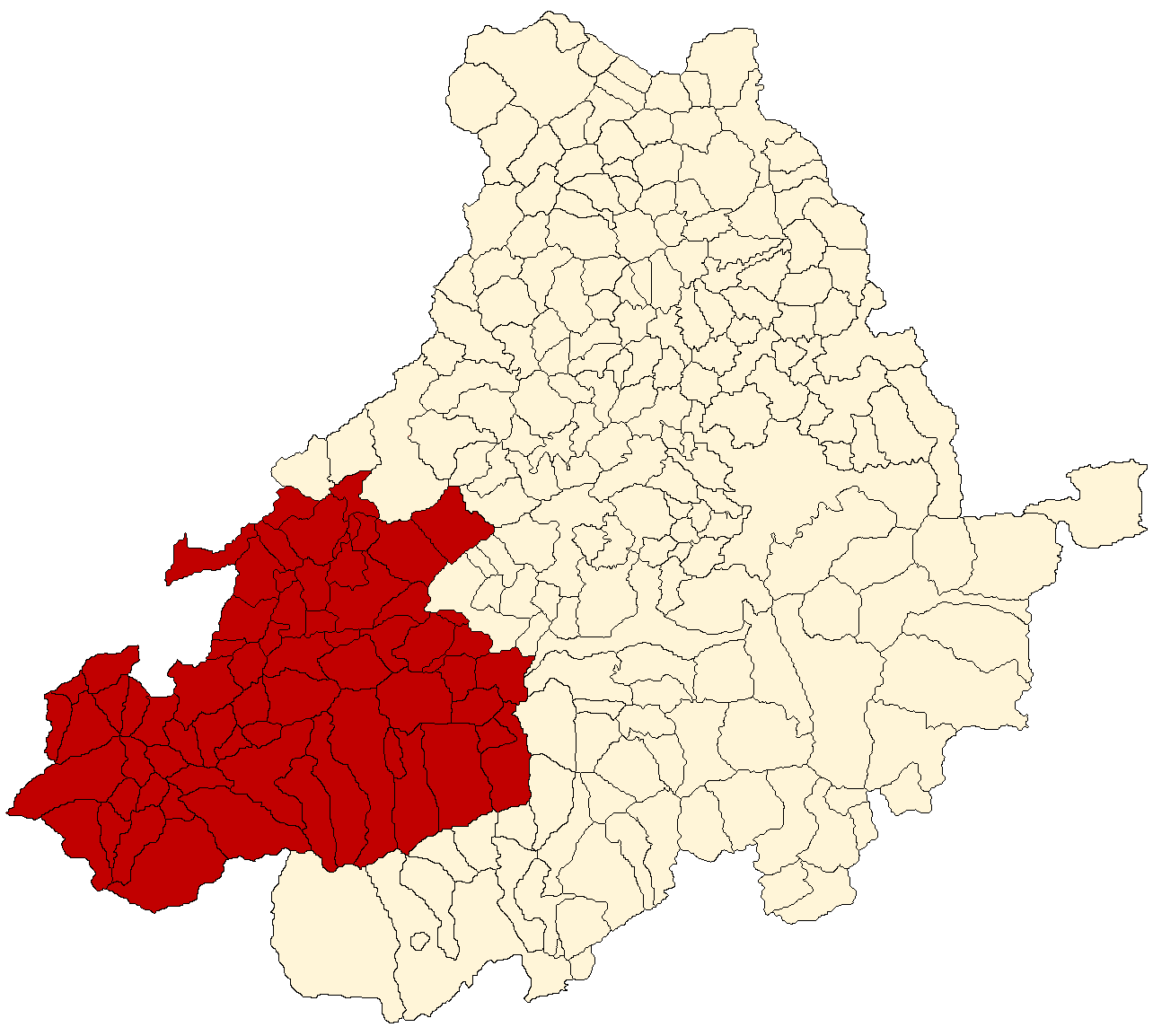
Parte abulense del Alto Tormes, perteneciente a la Comarca de El Barco de Ávila-Piedrahíta

## Historia
Los orígenes poblacionales de la comarca se remontan a la Prehistoria, hecho que corroboran los hallazgos arqueológicos del Cerro del Berrueco, donde se ha atestiguado la presencia humana desde la Edad del Bronce, habiéndose dado en dicho emplazamiento un castro vetón, que llegó a estar habitado hasta época romana, cuando debió resultar deshabitado por una inseguridad creciente.
Posteriormente, en la Alta Edad Media la comarca llegó a pertenecer íntegramente a la Comunidad de Villa y Tierra de Ávila, perteneciente al Reino de Castilla y posterior región de Castilla la Vieja, si bien a finales de la Edad Media una parte de la comarca fue separada del territorio abulense, pasando a depender de Salamanca, en la cual se recogía ya a la Tierra del Barco en los primeros censos del siglo XVI.
Este hecho se repitió posteriormente en la división de Floridablanca de 1789, en que el partido de Barco se mantuvo en la provincia de Salamanca, así como algunas localidades del Alto Tormes salmantino, como Gallegos de Solmirón o La Tala. Este hecho provocó, en la discusión en Cortes de la división de 1822, que algunos diputados presentasen sus quejas por la adscripción que se hacía en la misma de la Tierra de Barco a la provincia de Ávila.

Hay en la provincia de Salamanca un partido que se llama ahora de Piedrahita, compuesto de tres antiguos distritos, a saber: el de Piedrahita, el del Mirón y el del Barco de Ávila. Este partido, formado de tres partidos enteros, como he indicado, lo agrega la comisión á la provincia de Avila, y a mi ver no con justicia. Porque yo no tendría inconveniente ninguno en que se agregaran el partido de Piedrahita y el de Mirón; pero sí le tengo en que se agreguen á la provincia de Ávila los pueblos que pertenezcan al Barco de Ávila, que siempre han sido de la provincia de Salamanca, puesto que se debe proceder en esta materia no por razón de engrandecimiento de esta ni de la otra provincia, sino por razones de conveniencia de los pueblos mismos. Los que forman el partido del Barco de Ávila están más próximos de Salamanca que de Ávila. Además de eso, las comunicaciones son mejores con Salamanca que con Ávila; porque para ir los vecinos de los pueblos que formaban el partido del Barco de Ávila á la ciudad de Ávila, tienen que atravesar las sierras de Piedrahita, sierras fragosísimas, cubiertas de nieve é intransitables una gran parte del año, cuando el camino que va a Salamanca es, por el contrario, muy llano y no presenta obstáculo alguno. Tampoco tengo duda ninguna en que las relaciones mercantiles y particulares de dichos pueblos del Barco de Ávila son mayores con Salamanca que con Ávila; y así, por todas estas razones, que militan verdaderamente más en favor de la incorporación del partido del Barco á la provincia de Salamanca que á la de Ávila, como consultando al deseo de aquellos habitantes, que quieren pertenecer a Salamanca, juzgo que las Cortes no deben aprobar la demarcación de la provincia de Ávila por esta parte.
 Diario de las Sesiones de Cortes. Sesión del día 30 de diciembre de 1821.

No obstante, y pese a la derogación de dicha división en 1823, la división territorial de España realizada por Javier de Burgos en 1833 volvió a adscribir el territorio de Barco a la provincia de Ávila, y con ello a la región de Castilla la Vieja, quedando la parte oeste del Alto Tormes dentro de la provincia de Salamanca y por tanto de la región del Reino de León.

## Municipios de la provincia deÁvila
Esta demarcación es poco clara. Estos podrían ser los municipios que la provincia de Ávila que integran la comarca del Alto Tormes:
- Bohoyo
- Aldeanueva de Santa Cruz
- Avellaneda
- La Aldehuela
- La Horcajada
- El Losar
- Junciana
- Tormellas
- Becedas
- Navalonguilla
- Los Llanos de Tormes
- Gilbuena
- Gilgarcía
- El Barco de Ávila
- Navatejares
- Umbrias
- Solana de Ávila
- San Bartolomé de Béjar
- Neila de San Miguel
- Medinilla
- San Lorenzo de Tormes
- Santa María de los Caballeros
- Santiago de Tormes
- La Carrera
- Puerto Castilla

## Municipios de la provincia deSalamanca

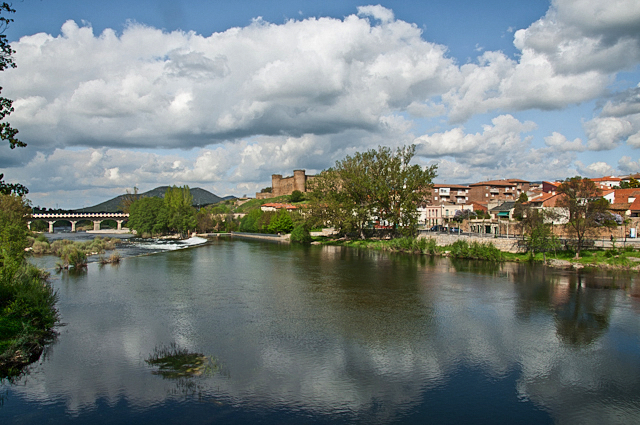
El Barco de Ávila

Son 7 los municipios de la provincia de Salamanca que integran la comarca del Alto Tormes:
- Cespedosa de Tormes
- Gallegos de Solmirón
- Navamorales
- Puente del Congosto (Anejo: Bercimuelle)
- El Tejado
- Guijo de Ávila
- La Tala (antiguamente formaba parte de la comarca de Salvatierra. Hoy el embalse de Santa Teresa lo separa de esta).[8]

| Gráfica de evolución demográfica de Alto Tormes entre 1900 y 2020                                                                                               |
| |
| Población de derecho (1900-1991) o población residente (2001, 2010) según los censos de población del INE. Población según el padrón municipal de 2020 del INE. |

### Demografía
Demográficamente esta zona ha conocido una de las mayores catástrofes de la provincia. Esta comarca posee una de las densidades de población más bajas de la provincia, con una densidad de población de 7,09 hab./km². Era una comarca de municipios medios de entre 500 y 800 habitantes, desde mediados de siglo ha ido perdiendo población sin parar, sobre todo debido a unas fortísimas migraciones de carácter económico, que han reducido a menos de un tercio el número de sus habitantes, 1142 en 2019. Esta ha sido una de las comarcas salmantinas con mayor desplome demográfico debido a la falta de industrias y empresas que dinamicen la economía de la zona.

## Etimología
El Alto Tormes es llamado así por estar situada en los primeros kilómetros del río Tormes.

## Geografía
Está situada entre las provincias del sureste de Salamanca y suroeste de Ávila, formada por los Valles del Tormes, del Aravalle y del Becedillas. Linda con la comarca cacereña del Valle del Jerte.
Se halla en las inmediaciones de la sierra de Gredos, su clima es continental, con inviernos fríos y veranos suaves

## Cultura

### Habla
En esta comarca se habla castellano pero el rasgo más característico es su similitud con las hablas extremeñas de La Vera y del Valle del Jerte. Por ejemplo sigue siendo frecuente el uso de la palabra guarro referida al cerdo en tanto que animal o la expresión "una mijina o mieja" (un poquito), que puede reforzarse convirtiéndose en "una mijirrinina" o también se dice una "miajina" o "miaja". En algunas ocasiones este léxico es coincidente con el altoextremeño (barruntar en el sentido de "percibir un ruido", candar en lugar de "cerrar con llave"...etc). Existe también el uso esporádico del artículo con el posesivo ("la mi cama").

### Folclore
La canción "Serrana mía" puede considerarse como el principal exponente del folclore barcense. Su creación, hacia el año 1925, se debe a D. Víctor Pérez Pérez, que por aquel entonces era Director de las Escuelas del Barco de Ávila. Con el paso del tiempo, esta canción parece que hubiera nacido en Salamanca. A ello dio origen distintas grabaciones que la clasificaban como popular de esa provincia, a pesar de que los lugares que cita (la Ribera, el Cristo del Caño...) son inequívocamente barcenses.
El traje típico es el serrano con los mismos adornos que los serranos de Béjar. Los instrumentos musicales tradicionales son la dulzaina y la gaita charra por igual aunque en los últimos años es esta última la que ha tenido un mayor auge entre los jóvenes de la comarca.

### Gastronomía
Las judías de El Barco de Ávila tienen su zona de producción por casi todo el Alto Tormes abulense y parte del salmantino.
Coincide esta zona de producción con la comarca agrícola denominada Barco de Ávila-Piedrahíta que abarca un total de 45 municipios, en las estribaciones de la sierra de Gredos y la de Béjar, extendiéndose además al pueblo de El Tejado de la provincia de Salamanca.
Las Judías de El Barco de Ávila están considerada la Reina de las legumbres de Castilla y de León, no solo por su calidad que está más que demostrada, sino por estar avaladas por las garantías del Consejo Regulador.
La Patata es también un icono por su calidad en esta comarca, especialmente en El Tejado, donde encontraremos una gran cantidad de variedades. Se suele preparar machacada y mezclada con pimentón y algún torrezno, llamándole a este guiso patatas revueltas o patatas revolconas.
Los quesos y sus embutidos así como el hornazo son de gran calidad en el Alto Tormes en general y en Santibáñez de Béjar en particular.
La gastronomía fruticola tiene su epicentro en el pueblo de La Carrera con sus famosas manzanas de reineta.
También son destacables las truchas del Tormes